# Akira Higashi
Akira Higashi (東 輝, Higashi Akira), né le 7 janvier 1972, est un sauteur à ski japonais, qui vit à Sapporo (Japon).

## Carrière
Le 20 décembre 1992, en remportant, à 20 ans, le concours de saut à ski de Sapporo (grand tremplin), cinquième épreuve de la Coupe du monde, devant l’Autrichien Werner Rathmayr et le Norvégien Bjørn Myrbakken, Akira Higashi faisait naître de grands espoirs et laissait entrevoir une carrière prometteuse.
De petite taille (1,65 m, 55 kg), Akira Higashi, qui faisait partie du club de Nippon Kucho, n'a pas concrétisé ces espoirs, n'obtenant pas, au cours de sa carrière, les résultats que l'on était en droit d'attendre : une seule médaille (argent par équipe) aux championnats du monde à Val di Fiemme (Italie), en 2003 et seulement deux victoires en Coupe du monde.

## Palmarès

### Championnats du monde
| Épreuve / Édition | Épreuve / Édition | Lahti 1989 | Val di Fiemme 1991 | Val di Fiemme 2003 | Oberstdorf 2005 |
| Petit tremplin    | Petit tremplin    | 20e        |                    |                    | 18e             |
| Grand tremplin    | Grand tremplin    | 55e        | 10e                | 38e                |                 |
| Par équipes       | PT                |            |                    |                    | 9e              |
| Par équipes       | GT                |            |                    | Argent             | 10e             |

### Championnats du monde de vol à ski
| Épreuve / Édition | Oberstdorf 1998 | Harrachov 2002 | Planica 2004 |
| Individuel        | 15e             | 41e            | 41e          |
| Par équipes       |                 |                | 5e           |

### Coupe du monde
- Meilleur classement général : 20e en 1993.
- 3 podiums individuels dont 2 victoires.
- 1 podium par équipe.

#### Victoires
| Année | Lieu               |
| 1993  | Sapporo (Japon)    |
| 1997  | Planica (Slovénie) |